# Burg Parkstein
Die Burg Parkstein war einstmals eine der größten Burgen der Oberpfalz und stand auf der Spitze des Basaltkegels Parkstein inmitten der gleichnamigen Ortschaft. Sie ist unter der Aktennummer D-3-74-144-13 als Baudenkmal von Parkstein verzeichnet. Eine „urnenfelderzeitliche Höhensiedlung“ sowie „archäologische Befunde im Bereich der mittelalterlichen Burgruine Parkstein“ werden daneben als Bodendenkmal unter der Aktennummer D-3-6238-0017 geführt.

## Geschichte
Der Sage nach war eine kaiserliche Jagdgesellschaft bei der Verfolgung eines Ebers auf den schönen Basaltkegel aufmerksam geworden, so dass einer der Jagdteilnehmer beschloss, dort eine Spornburg zu errichten. Wie auf einem Kupferstich von Matthäus Merian aus dem Jahre 1644 (siehe Übersichtstafel) zu sehen ist, war die einst hier bestehende Burg eine der größten des Nordgaues. In Urkunden ist schon im Jahre 1052 von der Einäscherung der Veste Parkstein die Rede.
Nach dem Wiederaufbau lebten in dieser Burg der Grafen von Sulzbach deren Ministerialen als Herren von Parkstein. Weitere Eigentümer waren dann im 12. Jahrhundert Friedrich Barbarossa und ab 1251 Herzog Otto II. von Bayern. Es folgten die Reichsstadt Nürnberg, das Königreich Böhmen, die Leuchtenberger und schließlich wieder die Wittelsbacher.
Von 1421 bis 1714 bestand infolge des Bayerischen Krieges ein Kondominat zwischen dem Kurfürstentum Brandenburg und der Kurpfalz, das Gemeinschaftsamt Parkstein-Weiden. Der brandenburgische Anteil gelangte 1505 an das Herzogtum Pfalz-Neuburg und wurde 1615 Bestandteil von Pfalz-Sulzbach. 1623 erwarb wiederum Wolfgang Wilhelm von Pfalz-Neuburg den kurpfälzischen Anteil. Im Laufe des Dreißigjährigen Krieges verfiel die Burg zusehends. 1714 verkaufte Pfalz-Neuburg seinen Anteil an Pfalz-Sulzbach, das Kondominat war damit beendet.

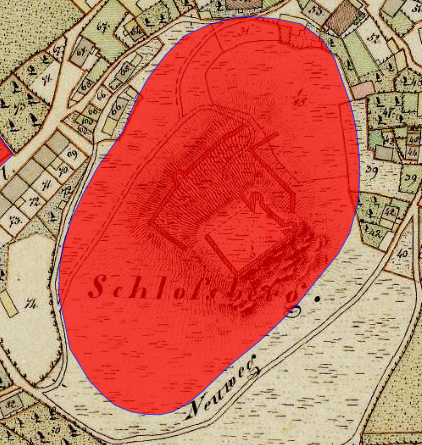
Lageplan von Burg Parkstein auf dem Urkataster von Bayern

Mitte des 18. Jahrhunderts setzte der Abbruch der wehrhaften Burg ein. Unter anderem wurde im Jahre 1756 aus Quadersteinen des Pulverturmes der Turm der Stadtpfarrkirche von Weiden erbaut und nach 1835 der kurz zuvor abgebrannte Ort Parkstein aus den bis dahin immer noch ansehnlichen Resten der Veste neu errichtet. Heute stehen nur noch einige spärliche Überreste am steilen Abhang des Basaltkegels. Auf dem Gipfel steht heute anstelle der Burg eine Kapelle (erbaut 1851).